# Скиталец (фильм)
«Скиталец» (англ. The Vagabond, другое название — Gipsy Life) — немой короткометражный фильм Чарли Чаплина, выпущенный 10 июля 1916 года.

## Сюжет
Странствующий музыкант заходит в бар и начинает играть на скрипке, чтобы подзаработать себе денег. Это вызывает негодование со стороны других музыкантов-конкурентов. Вскоре после потасовки он уже спасает от цыган молодую, грязную и непричёсанную девушку и уезжает с ней на украденной повозке. Когда девушка умоется и причешется, скрипач влюбится в неё. Но тут на его беду приедут богатая мать девушки и художник, также влюблённый в героиню. Теперь девушке надо решать, кому же отдать своё сердце.

## В ролях
- Чарли Чаплин — странствующий скрипач
- Эдна Пёрвиэнс — спасённая девушка
- Эрик Кэмпбелл — глава цыган
- Ллойд Бэкон — художник / кудрявый цыган
- Лео Уайт — старый еврей / старуха-цыганка
- Шарлотта Мино — мать девушки
- Джон Рэнд — трубач-конкурент / цыган на мосту
- Альберт Остин — тромбонист-конкурент
- Фрэнк Дж. Коулмэн — кларнетист-конкурент / лысый цыган
- Джеймс Т. Келли — тубист-конкурент / старый цыган
- Фред Гудвинс — барабанщик-конкурент / цыган в кепке

## Художественные особенности
Из других короткометражных комедий счастливую развязку имел «Скиталец» (1916), который по своей тематике, драматизму и поэтичности во многом перекликается с «Малышом», а в некоторых деталях и с более поздней картиной — «Огни большого города»… За время, прошедшее между появлением на экране «Скитальца» и «Малыша», Чаплин выпустил большое количество произведений, которые более непримиримо критиковали и высмеивали устои, нравы и мораль буржуазного общества. И всё же, несмотря на это, оба фильма, с их благополучными финалами, свидетельствовали о том, что в те годы Чаплин ещё не расстался бесповоротно с некоторыми иллюзиями. Это как нельзя лучше объясняет известную непоследовательность в развитии чаплиновского творчества.
— А. В. Кукаркин. Чарли Чаплин. — 2-е изд. — М.: Искусство, 1988. — С. 86—87.